# Andrij Rewa
Andrij Ołeksijowycz Rewa, ukr. Андрій Олексійович Рева (ur. 7 lipca 1966 w Bohoduchiwie) – ukraiński polityk i samorządowiec, zastępca mera Winnicy, od 2016 do 2019 minister polityki społecznej.

## Życiorys
Absolwent wyższej szkoły wojskowo-politycznej w Leningradzie, został także absolwentem prawa. Do 1989 był zawodowym wojskowym, następnie do 1995 pracował jako nauczyciel historii w szkole średniej w Winnicy.
Od połowy lat 90. zatrudniony w winnickiej administracji miejskiej, od 1998 do 2000 był zastępcą mera tego miasta, następnie naczelnikiem jednego z wydziałów. W 2005 ponownie objął stanowisko zastępcy mera Winnicy, które zajmował do 2016 (głównie w okresie pełnienia funkcji mera przez Wołodymyra Hrojsmana). Gdy Wołodymyr Hrojsman został premierem, Andrij Rewa 14 kwietnia 2016 w jego rządzie otrzymał nominację na ministra polityki społecznej. Zakończył urzędowanie 29 sierpnia 2019.